# Smith & Wesson 1000-Serie
Smith & Wesson 1000-Serie ist eine Modellreihe halbautomatischer Pistole von Smith & Wesson für 10-mm-Auto-Patronen. Es gibt verschiedene Modelle, die sich geringfügig unterscheiden.

## Geschichte
Als Reaktion auf die Miami-Schießerei 1986 suchte das FBI eine Patrone mit höherer Mannstoppwirkung und wählte die wenig bekannte 10-mm-Auto-Patrone für zukünftige Dienstwaffen. Smith & Wesson gewann die Ausschreibung und das FBI übernahm im Jahr 1989 ein modifiziertes S&W Model 1076 als Standarddienstwaffe. Nach der Einführung kritisierten die FBI-Agenten den zu starken Rückstoß. Das FBI reagierte mit Patronen mit einer schwächeren Treibladung (FBI-lite). Dieses führte zur Entwicklung der Patrone .40 S&W, welche sich auf dem Markt durchsetzte. Auch das FBI wechselte zu dieser neuen Patrone, was in Konsequenz der S&W 1076 nur eine wenige Jahre kurze Dienstzeit bescherte. Die 1000-Serie wurde nur in den Jahren 1989–1993 produziert.

## Konstruktion
Die Pistolen sind für 10-mm-Auto-Patronen ausgelegt und aus rostfreiem Stahl hergestellt. Das Gewicht beträgt 1 bis 1,1 kg. Die Lauflänge ist je nach Modell 127 mm (5″) oder 108 mm (4.25″). Das Magazin ist einreihig und fasst 9-Schuss. Bei Modellen mit der manuellen Sicherung ist diese am Schlitten angebracht, kann beidseitig bedient werden und dient gleichzeitig als Entspanner. Bei anderen Modellen ist der Entspanner am Rahmen angebracht. Eine Magazinsicherung ist vorhanden.
Die Waffen gibt es mit zwei unterschiedlichen Abzugssystemen (Double Action (DA) und Double Action Only (DAO)). Die Double Action Modelle haben einen Hammersporn, womit die Feuerwaffe auch mit dem Daumen gespannt werden kann. Die offene Visierung gibt es mit Verstellung oder als fixe Variante oder als Nachtvisier mit Tritiumgaslichtquelle. Weitere Unterschiede sind verschiedene Griffe und Oberflächenbehandlungen.

## Modelle
- S&W 1006: Double Action (DA) mit Entspannhebel/Sicherung am Schlittens und 5″-Lauf.
- S&W 1026: Double Action (DA) mit Entspannhebel am Rahmen und 5″-Lauf.
- S&W 1046: Double Action Only (DAO) mit 5″-Lauf.
- S&W 1066: Double Action (DA) mit Entspannhebel/Sicherung am Schlitten und 4.25″-Lauf.
- S&W 1076: Double Action (DA) mit Entspannhebel am Rahmen und 4.25″-Lauf.
- S&W 1086: Double Action Only (DAO) mit 4.25″-Lauf.[1]

Nach Angaben von Smith & Wesson wurden insgesamt 50.796 Stück produziert.
| Model | Total produziert |
| ----- | ---------------- |
| 1006  | 26.978           |
| 1026  | 3.135            |
| 1046  | 151              |
| 1066  | 5.067            |
| 1076  | 13.805           |
| 1086  | 1.660            |

## S&W 1076 FBI
Das FBI-Modell ist eine Variante des S&W 1076 Modells. Es unterscheidet sich vom Grundmodell durch eine etwas andere Visierung und einen anderen Abzug sowie der fehlenden Magazinsicherung. Für das FBI wurden auch größere Magazine mit 11 und 15 Schuss produziert. Es wurden ursprünglich 10.000 Stück bestellt, doch die Bestellung wurde reduziert und schließlich wurden etwa 2.400 Stück geliefert. Nach dem Rückzug aus dem Dienst gelangten einige Pistolen auf den zivilen Markt.